# Tossal Rodó (Odèn)
El Tossal Rodó és una muntanya de 1.215 metres al municipi d'Odèn, a la comarca catalana del Solsonès.